# Mount Spring-Rice
Mount Spring-Rice är ett berg i Kanada.   Det ligger i provinsen Alberta, i den centrala delen av landet, 3 100 km väster om huvudstaden Ottawa. Toppen på Mount Spring-Rice är 3 276 meter över havet, eller 410 meter över den omgivande terrängen. Bredden vid basen är 3,5 km. Mount Spring-Rice ingår i Rocky Mountains.
Terrängen runt Mount Spring-Rice är huvudsakligen bergig, men norrut är den kuperad.Trakten runt Mount Spring-Rice är nära nog obefolkad, med mindre än två invånare per kvadratkilometer.. Det finns inga samhällen i närheten. 
Trakten runt Mount Spring-Rice är permanent täckt av is och snö.